# Bakeridesia nelsonii
Bakeridesia nelsonii är en malvaväxtart som först beskrevs av Joseph Nelson Rose, och fick sitt nu gällande namn av D.M. Bates. Bakeridesia nelsonii ingår i släktet Bakeridesia och familjen malvaväxter. Inga underarter finns listade i Catalogue of Life.